# Buvinda Vallis
Buvinda Vallis je údolí či řečiště na povrchu Marsu, které se nachází v oblasti Cebrenia a má přibližnou délku kolem 119.6 km. Pojmenováno je po zastaralém názvu řeky Boyne.